# 光叶景东报春
光叶景东报春（学名：Primula interjacens var. epilosa）为报春花科报春花属下的一个变种。

## 扩展阅读
- 維基物種上的相關：光叶景东报春